# Вила Авала
Вила Авала се налази у Врњачкој Бањи и представља непокретно културно добро као споменик културе.
Први власник зграде био је др Коста Ракичић, један од зачетника угоститељства у Бањи и визионар развоја бањског туризма. Пред почетак Првог светског рата, од њега је трстенички трговац Бошко Јанковић купио породичну кућу, познату као „Станови Ракичића” и доградио спрат, задржавајући исти распоред и начин градње.
Основа грађевине је у облику издуженог ћириличног слова П, осмишљена по узору на типске пансионе средњоевропских бања 19. века. Вила има високо приземље, спрат и таван. У симетрично решену зграду улазило се преко отвореног трема у средини, потом се ка дворишту ишло ходником, који се настављао на отворени трем у дворишном делу приземља. Степениште за спрат води у ходник са којег се излази на ограђену терасу главне фасаде, као и на истоветну дворишну терасу. Дрвени декоративни елементи украшавају ограде тераса и забате. После Другог светског рата вила Авала претворена је у зграду за стално становање, чиме је дошло до нарушавања концепта основне функције, али и губљења репрезентативности.